# Natko Zrnčić-Dim
Natko Zrnčić-Dim, född 7 mars 1986 i Zagreb, är en kroatisk alpin skidåkare. Han är medlem i SK Medveščak.
Han har hittills i karriären fem pallplatser i världscupen. Den första kom den 3 februari 2008 när han kom trea i superkombinationen i Val d'Isère. Ivica Kostelić intog andraplatsen i samma åk och för första gången stod två kroatiska alpina skidåkare på pallen tillsammans. 
Vid VM 2009 tog han brons i superkombinationen.
Zrnčić-Dim kom tvåa i franska Chamonix den 30 januari 2011, även då i superkombination. 
Hans senaste pallplats kom den 17 januari 2014 när han körde in som trea i superkombinationen i schweiziska Wengen.

## Meriter

### VM
- Brons i superkombination, Val d'Isère 2009

### Världscupen
- Fem pallplatser (fyra tredjeplatser och en andraplats)